# Людвинів
Людвинів (Людвінув, пол. Ludwinów) — колишнє українське село в Польщі, у гміні Холм Холмського повіту Люблінського воєводства. Населення — 70 осіб (2011).

## Розташування
Знаходиться на Закерзонні (в історичній Холмщині).

## Історія
Людвинів отримав статус села в 1921 р.
За переписом 1943 р. в селі в 29 будинках проживало 66 українців і 55 поляків. В наступні роки польські банди вели терор з убивствами українців.
У 1975—1998 роках село належало до Холмського воєводства.

## Особистості

### Народилися
- Нестор Кондратюк (1937—2014) — український актор і режисер[3].